# 独孤明
独孤明（?—?），唐朝官员，出自河南独孤氏。唐玄宗的驸马。
独孤明的七世祖独孤永业字世基，是北齐洛州刺史、北周大司寇、臨川郡王，和独孤信是同宗。六世祖独孤佳，隋朝淮州刺史，武安公。高祖父独孤義順字偉悌，历任虞州、杭州、簡州三州刺史、洛南郡公。曾祖父是独孤元康。唐玄宗把信成公主嫁给了独孤明，为驸马都尉。李白《走笔赠独孤驸马》诗，约天宝三载（744年）作。诗云：“都尉朝天跃马归，香风吹人花乱飞。银鞍紫鞚照云日，左顾右盼生光辉。是时仆在金门里，待诏公车谒天子。长揖蒙垂国士恩，壮心剖出酬知己。一别蹉跎朝市间，青云之交不可攀。倘其公子重回顾，何必侯嬴长抱关。”。天宝四载（745年）她的女儿独孤氏受封为静乐公主，作为和亲公主嫁给了契丹首领李怀秀。天宝五载（746年）七月，建平公主、信成公主因为与杨贵妃言语相忤，至追内封物，驸马都尉独孤明失官。它日，杨贵妃谴归杨铦宅第，至夜，就唐玄宗接回了杨贵妃。